# محمد اسد

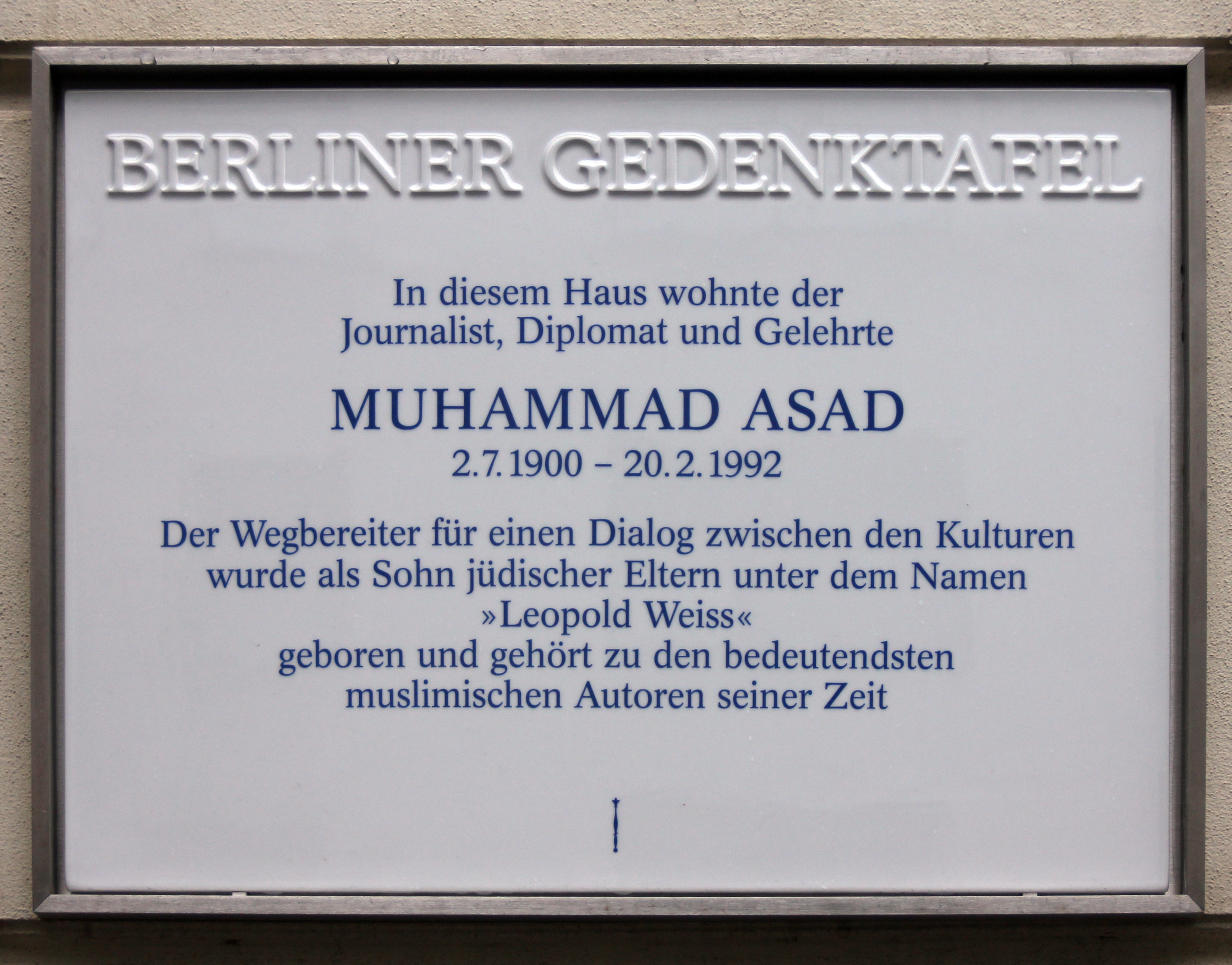
پلاک یادبود محمد اسد در برلین، خیابان هانوورشه ۱

محمد اسد، (لئوپولد وایس) (۱۹۹۲–۱۹۰۰) روزنامه‌نگار، جهانگرد، نویسنده، اسلام‌شناس، زبان‌شناس، نظریه‌پرداز سیاسی و دیپلمات مسلمان یهودی الاصل اتریشی بود.
ترجمه او از قرآن به زبان انگلیسی «پیام قرآن» یکی از برجسته‌ترین آثار اوست. به قول اسد در «پیام قرآن»: «کاری که اکنون در معرض دید عموم قرار می‌دهم مبتنی بر یک عمر مطالعه و سال‌های متمادی است که در عربستان گذرانده‌ام. این تلاشی است - شاید اولین تلاش - برای ترجمه واقعاً اصطلاحی و تبیینی پیام قرآن به زبان اروپایی». وی پدر طلال اسد است.

## زندگی
لئوپولد وایس در ۲ ژوئیه ۱۹۰۰ در یک خانواده یهودی در لمبرگ، گالیسیا، که در آن زمان بخشی از امپراتوری اتریش-مجارستان (که در حال حاضر شهر لویو، اوکراین است) به دنیا آمد. ویس از نسل خاخام‌های یهودی بود. اما پدرش آکیوا وایس سنت شکنی کرد و وکیل شد. لئوپولد تعلیمات دینی گرفت و از سنین کودکی به زبان عبری مهارت داشت و با زبان آرامی نیز آشنا بود. او انجیل یهودی یا تنخ، متن و تفاسیر تلمود، میشنا و جمارا را مورد مطالعه قرار داد و همچنین در پیچیدگی‌های تفسیر کتاب مقدس و تارگوم تحقیق کرد.
در سن ۱۳ سالگی، عبری و آرامی را آموخت. در اواسط بیست سالگی، می‌توانست به زبان‌های انگلیسی، فرانسوی، فارسی و عربی بخواند و بنویسد.
پس از ترک دانشگاه در وین، وایس بی‌هدف در حوالی دهه ۱۹۲۰ آلمان را ترک کرد و برای مدت کوتاهی برای کارگردان فیلم اکسپرسیونیست فریتز لانگ کار کرد.
در فلسطین با رهبران صهیونیستی مانند خیام وایزمن به بحث و جدل پرداخت. پس از سفر به سراسر جهان عرب به عنوان روزنامه‌نگار، در سال ۱۹۲۶ به اسلام سنی گروید و نام «محمد اسد» را برای خود برگزید.
در طول اقامت خود در عربستان، همراه نزدیک بنیانگذار دولت، ابن سعود، بود. مأموریتی مخفیانه برای ابن سعود انجام داد تا منابع مالی شورش اخوان را ردیابی کند. به دلیل این فعالیت‌ها، در مقاله‌ای در هاآرتص به او لقب «لئوپولد عربستان» داده شد که نشان‌دهنده شباهت فعالیت‌های او با فعالیت‌های لورنس عربستان بود. اسد در سفرش به هند با محمد اقبال دوست شد که او را متقاعد کرد که سفر را رها کند و «به روشن شدن مقدمات فکری دولت اسلامی آینده کمک کند». پنج سال در حبس دولت بریتانیا در آغاز جنگ جهانی دوم گذراند. در ۱۴ اوت ۱۹۴۷، تابعیت پاکستان را دریافت کرد و بعداً در چندین منصب بوروکراتیک و دیپلماتیک از جمله مدیر بخش بازسازی اسلامی، معاون وزیر (بخش خاورمیانه) در وزارت خارجه پاکستان و نماینده پاکستان در سازمان ملل خدمت کرد.
در غرب، اسد به عنوان نویسنده کتاب در مسیر مکه (زندگینامه خود) به شهرت رسید. بعدها، پس از هفده سال تحقیق علمی، اثر بزرگ خود پیام قرآن (ترجمه و تفسیر انگلیسی قرآن) را منتشر کرد این کتاب همراه با ترجمه‌های محمد مارمادوک پیکتال و یوسف علی، به‌عنوان یکی از تأثیرگذارترین ترجمه‌های دوران مدرن شناخته می‌شود. او که از طرفداران سرسخت اجتهاد و عقلانیت در تفسیر متون دینی بود، آثار خود را «به اهل فکر» تقدیم کرد.
در سال ۲۰۰۸، میدان ورودی دفتر سازمان ملل متحد در وین، به یاد کار او به عنوان «سازنده پل میان مذاهب»، محمد اسد پلاتز نامگذاری شد.

## آثار
- شرق غیرعاشقانه: از دفتر خاطرات یک سفر (۱۹۲۴)، آلمانی، با نام سابقش لئوپولد وایس منتشر شد. این کتاب توصیفی از خاورمیانه است که قبل از گرویدن وی به اسلام برای خوانندگان آلمانی زبان نوشته شده‌است
- شرق غیرعاشقانه (۲۰۰۴)، ترجمه انگلیسی توسط آلما روث هاردر
- اسلام در تقاطع (۱۹۳۴)، فراخوانی از مسلمانان برای اجتناب از تقلید از جامعه غربی و بازگشت به میراث اصلی اسلامی، که به زبان انگلیسی نوشته شده‌است.
- راه مکه (۱۹۵۴)، زندگینامه زندگی او از ۱۹۰۰ تا ۱۹۳۲
- اصول دولت و حکومت در اسلام (۱۹۶۱)، توصیف یک نظام سیاسی دموکراتیک مبتنی بر اصول اسلامی.
- پیام قرآن (۱۹۸۰)، ترجمه و تفسیر تأثیرگذار قرآن
- صحیح بخاری: سالهای اولیه اسلام (۱۹۸۱)، ترجمه و شرح مجموعه ای مهم از احادیث (گزارش‌های بیانات حضرت محمد)
- این قانون ما و مقالات دیگر (۱۹۸۷)، مجموعه مقالاتی دربارهٔ شریعت اسلامی.
- قسمت دوم راه مکه (۲۰۱۶)، انتشارات بین‌المللی العباس، ISBN 969-8460-41-1.
- تأملات (منتشر نشده)، که برای روشن شدن ابهامات ناشی از ترجمه او به نام «پیام قرآن» (۱۹۸۰)